# Callitula hilla
Callitula hilla är en stekelart som beskrevs av Boucek 1993. Callitula hilla ingår i släktet Callitula och familjen puppglanssteklar. Inga underarter finns listade.